# Mr. und Mrs. Andrews
Mr. und Mrs. Andrews ist der Titel eines Gemäldes aus dem Frühwerk von Thomas Gainsborough aus dem Jahr 1749. Es zeigt ein frisch verheiratetes Paar vor seinem ausgedehnten Landbesitz. Das Bild stellt also nicht nur die beiden Personen dar, sondern auch Anspielungen auf die gesellschaftlichen Umbrüche in der Landwirtschaft, die im England Mitte des 18. Jahrhunderts unter König Georg II. begannen. Seit 1960 gehört es zur Sammlung der National Gallery, London.

## Hintergrund und Beschreibung
Das Bild hat etwa die Maße 70 × 119 cm und ist in der Maltechnik Öl auf Leinwand ausgeführt. Es befand sich von 1749 bis 1960 im Besitz der Familie Andrews. Auf einer Auktion bei Sotheby’s erzielte es 1960 einen Preis, der heute rund 3,75 Millionen Euro entsprechen würde.
Gainsborough war 21 Jahre alt, als er den Auftrag zu diesem Bild erhielt. Robert Andrews heiratete am 10. November 1748 Frances Mary Carter. Er war 22, seine Frau 16. Andrews gehörte zu der Klasse der staatstragenden Landedelleute mit Geld und Grundbesitz. Seine Herkunft war zwar nicht adelig, aber ihm ist der Aufstieg aus dem Bürgertum gelungen. Sein Vater war ein zu Geld gekommener Silberschmied in London, der offenbar zu Wucherzinsen auch an adlige Großgrundbesitzer Geld verlieh und als Handelsherr Geschäfte in großem Stil betrieb. Seinen Sohn Robert ließ er in Oxford erziehen und kaufte ihm Land. Frances Mary Carter stammte aus dem durch den Tuchhandel reich gewordenen niederen Landadel, und so gehörte Andrews als Gentleman nun zur englischen Oberklasse. Sie brachte ihren Besitz namens „Auberies“ bei Sudbury mit in die Ehe.
Im Bild schauen die Eheleute in edler Kleidung standesbewusst-blasiert den Betrachter an. Andrews steht lässig, eine Hand in der Hosentasche, mit Jagdausrüstung und Hund neben einer Bank im Stil des Rokoko. Auf ihr sitzt Frances Mary, die in der Hand auf ihrem Schoß einen vom Maler offenbar nicht vollendeten Vogel hält (Gainsborough fand es manchmal langweilig, seine Bilder zu vervollständigen). Der Künstler hat die beiden vor einer mächtigen Eiche platziert, dem Symbol für Stärke, Solidität und einen weit verzweigten Stammbaum. Die rechte Hälfte des Bildes nimmt der Grundbesitz „Auberies“ der beiden ein. In der Mitte der Dreierbaumgruppe am rechten Bildrand steht ein kleiner Baum, ein Hinweis auf die zu erwartenden Kinder der Eheleute, ebenso kann der Vogel in der Hand der Frau, die gesenkte Jagdflinte des Mannes und die aufgestellten Korngarben auf dem fruchtbaren Acker vor den beiden darauf hindeuten. In diesem Bild werden die Andrews als Großgrundbesitzer durch die Darstellung dieses Besitzes definiert. Die Landschaft ist also das Attribut der Dargestellten.  
Bemerkenswert in dem Bild ist die eingezäunte Koppel für die Schafe, denn sie zeugt von den landwirtschaftlichen Veränderungen, die den Ertrag erhöhen sollten. Ursprünglich wurde das durch unzählige Erbteilungen in kleine Parzellen zerlegte Ackerland gemeinschaftlich bebaut, nach der Ernte hüteten die kleinen Bauern ihre Kuh, die Schafe oder Gänse auf den nicht eingezäunten Äckern und Wiesen. Doch etwa 50 Jahre vor der industriellen Revolution gab es in England eine Agrarreform, die durch Zusammenlegung und Kultivierung von Wald- und Ödland größere Flächen hervorbrachte, die den Ertrag verdoppelten und größere Rendite für die Grundbesitzer brachten; die kleinen Leute verloren durch die Einzäunungen damit unter anderem ihr Weiderecht und die Armut nahm zu. Hintergrund dieser Agrarreform war die Erinnerung an schlechte Ernten, Hunger und Epidemien während der Kleinen Eiszeit, die im England des 15. bis zum frühen 19. Jahrhunderts herrschten und zum Niedergang der Landwirtschaft führten.
Gainsborough verdiente sein Geld mit Porträts der Adligen und Großgrundbesitzer, er wollte aber lieber Landschaften malen und hatte keine hohe Meinung von ihnen, er schrieb:

„Es gibt keine schlimmeren Feinde für den wahren Künstler als diese Gentlemen. An ihnen gibt es nur ein Teil, das zu betrachten sich lohnt, und das ist ihre Geldbörse.“

## Ausstellungen (Auswahl)
- Thomas Gainsborough – Die moderne Landschaft vom 2. März bis 27. Mai 2018 in der Hamburger Kunsthalle[4][5]

## Weblink
- Seite der Londoner National Gallery mit einer Bildbeschreibung